# Quint Aponi
Quint Aponi (en llatí Quintus Aponius) era un dels comandants de les tropes que es va revoltar l'any 46 aC contra Treboni (Trebonius) lloctinent de Juli Cèsar a Hispània. L'any 43 aC els triumvirs el van proscriure, i va ser executat poc després.